# 5 kilomètres
Ne doit pas être confondu avec 5 000 mètres ou 5 kilomètres marche.
Le 5 kilomètres est une épreuve sportive de course à pied qui se dispute sur route sur une distance de 5 kilomètres. Il n'est pas au programme des rencontres d'athlétisme internationales classiques comme les Jeux olympiques ou les championnats du monde d'athlétisme.

## Performances et records
Les records du monde appartiennent à l'Ethiopien Berihu Aregawi, auteur de 12 min 49 s le 31 décembre 2021 à Barcelone, et à la Kényane Beatrice Chebet qui établit le temps de 14 min 13 s le 31 décembre 2023 à Barcelone.

### Records continentaux
| Continent                                                 | Hommes           | Hommes                      | Hommes           | Femmes           | Femmes                    | Femmes             |
| Continent                                                 | Temps            | Athlète                     | Date             | Temps            | Athlète                   | Date               |
| --------------------------------------------------------- | ---------------- | --------------------------- | ---------------- | ---------------- | ------------------------- | ------------------ |
| Afrique (records)                                         | 12 min 49 s (WR) | Berihu Aregawi              | 31 décembre 2021 | 14 min 13 s (WR) | Beatrice Chebet           | 31 décembre 2023   |
| Afrique (records)                                         | 12 min 49 s (WR) | Berihu Aregawi              | 31 décembre 2021 | 14 min 13 s (WR) | Agnes Jebet Ngetich       | 14 janvier 2024    |
| Asie (records)                                            | 13 min 7 s       | Birhanu Balew               | 30 avril 2022    |                  | [[]]                      |                    |
| Europe (records)                                          | 12 min 57 s      | Jimmy Gressier              | 16 mars 2025     | 14 min 44 s      | Karoline Bjerkeli Grøvdal | 1er mai 2021       |
| Amérique du Nord, Amérique centrale et Caraïbes (records) | 13 min 18 s      | Juan Armando Quintanilla    | 31 mars 1996     | 14 min 50 s      | Molly Huddle              | 18 avril 2015      |
| Océanie (records)                                         | 13 min 20 s      | Craig Mottram               | 3 janvier 2005   | 14 min 59 s      | Benita Johnson            | 1er septembre 2002 |
| Amérique du Sud (records)                                 | 13 min 30 s      | Valdenor Pereira dos Santos | 2 avril 1995     | 15 min 39 s      | Carmen de Oliveira        | 6 juin 1992        |

### Meilleurs temps masculins avant 2000
| Temps       | Athlète        | Pays        | Date              | Lieu                   |
| ----------- | -------------- | ----------- | ----------------- | ---------------------- |
| 14 min 19 s | Luigi Conti    | Italie      | 23 septembre 1960 | Bologne, Italie        |
| 13 min 56 s | Carlos Lopes   | Portugal    | 18 février 1973   | Seia, Portugal         |
| 13 min 31 s | Mike McLeod    | Royaume-Uni | 4 avril 1984      | Newcastle, Royaume-Uni |
| 13 min 30 s | Steve Scott    | États-Unis  | 27 mars 1988      | Carlsbad 5000          |
| 13 min 26 s | Yobes Ondieki  | Kenya       | 2 avril 1989      | Carlsbad 5000          |
| 13 min 12 s | William Mutwol | Kenya       | 29 mars 1992      | Carlsbad 5000          |
| 13 min 0 s  | Sammy Kipketer | Kenya       | 26 mars 2000      | Carlsbad 5000          |

### Records du monde masculins
Le record du monde du 5 kilomètres est reconnu par l'Association internationale des fédérations d'athlétisme (IAAF) en 2018. Les meilleures performances antérieures à cette date ne sont pas prises en compte pour le record du monde, ce qui explique le décalage entre la meilleure performance et le record du monde. 
| Temps            | Athlète            | Pays     | Date             | Lieu               |
| ---------------- | ------------------ | -------- | ---------------- | ------------------ |
| 13 min 30 s      | Benard Kibet Lagat | Kenya    | 8 septembre 2018 | Prague             |
| 13 min 29 s      | Julien Wanders     | Suisse   | 17 février 2019  | Monaco             |
| 13 min 29 s      | Edward Cheserek    | Kenya    | 6 avril 2019     | Carlsbad           |
| 13 min 22 s      | Robert Keter       | Kenya    | 9 novembre 2019  | Lille, France      |
| 13 min 18 s (ST) | Rhonex Kipruto     | Kenya    | 12 janvier 2020  | Valence, Espagne   |
| 12 min 51 s      | Joshua Cheptegei   | Ouganda  | 16 février 2020  | Monaco             |
| 12 min 49 s      | Berihu Aregawi     | Éthiopie | 31 décembre 2021 | Barcelone, Espagne |

### Meilleurs temps féminins
| Temps         | Athlète         | Pays             | Date              | Lieu                       |
| ------------- | --------------- | ---------------- | ----------------- | -------------------------- |
| 16 min 16 s   | Julie Shea      | États-Unis       | 20 septembre 1981 | Jersey City, États-Unis    |
| 16 min 8 s    | Mary Shea       | États-Unis       | 14 février 1982   | Raleigh, États-Unis        |
| 15 min 29 s   | Lorraine Moller | Nouvelle-Zélande | 31 octobre 1982   | Woodland Hills, États-Unis |
| 15 min 29 s   | Grete Waitz     | Norvège          | 20 octobre 1984   | West Lafayette, États-Unis |
| 15 min 26 s   | Liz McColgan    | Royaume-Uni      | 20 décembre 1987  | Derry, Royaume-Uni         |
| 15 min 20 s   | Lynn Williams   | Canada           | 2 avril 1989      | Carlsbad 5000              |
| 15 min 11 s   | Liz McColgan    | Royaume-Uni      | 14 avril 1991     | Carlsbad 5000              |
| 15 min 10 s   | Elana Meyer     | Afrique du Sud   | 16 octobre 1994   | Providence, États-Unis     |
| 15 min 5 s    | Rose Cheruiyot  | Kenya            | 2 avril 1995      | Carlsbad 5000              |
| 14 min 57 s 2 | Lydia Cheromei  | Kenya            | 8 juin 1997       | Berne, Suisse              |
| 14 min 57 s   | Paula Radcliffe | Royaume-Uni      | 2 septembre 2001  | Londres, Royaume-Uni       |
| 14 min 53 s 8 | Deena Drossin   | États-Unis       | 7 avril 2002      | Carlsbad 5000              |
| 14 min 53 s 6 | Berhane Adere   | Éthiopie         | 13 avril 2003     | Carlsbad 5000              |
| 14 min 50 s 4 | Paula Radcliffe | Royaume-Uni      | 14 septembre 2003 | Londres, Royaume-Uni       |
| 14 min 47 s   | Lornah Kiplagat | Pays-Bas         | 28 mars 2004      | Brunssum, Pays-Bas         |
| 14 min 46 s   | Meseret Defar   | Éthiopie         | 9 avril 2006      | Carlsbad 5000              |

### Records du monde féminins
| Temps       | Athlète                   | Pays     | Date             | Lieu        |
| ----------- | ------------------------- | -------- | ---------------- | ----------- |
| 14 min 44 s | Sifan Hassan              | Pays-Bas | 17 février 2019  | Monaco      |
| 14 min 43 s | Beatrice Chepkoech        | Kenya    | 14 février 2021  | Monaco      |
| 14 min 39 s | Karoline Bjerkeli Grøvdal | Norvège  | 2 mai 2021       | Maarud gård |
| 14 min 19 s | Ejgayehu Taye             | Éthiopie | 31 décembre 2021 | Barcelone   |
| 14 min 13 s | Beatrice Chebet           | Kenya    | 31 décembre 2023 | Barcelone   |